# Po i Kalon
Po i Kalon (ouzbek : Poi Kalon аnsambli) est un ensemble architectural, haut lieu de la ville de Boukhara situé aux pieds du minaret Kalon. Le complexe se compose principalement de trois structures, construites entre le XIe siècle et le XVIe siècle, dont les façades se font face suivant le type de plans koch, à l'ouest, le minaret et la mosquée Kalon, à l'est, la médersa Mir-i Arab. La medersa du khan Ali Khan ferme la place au sud.
Po i Kalon se trouve à côté de la place Registan et est l'ensemble architectural central de Boukhara. Les termes « Po i Kalon » signifient en persan Au pied du Très-Haut.

## Histoire
Une mosquée du vendredi avec son minaret existe à Boukhara depuis la conquête de la Transoxiane par les Arabes au VIIIe siècle au pied de la Citadelle Ark. Au XIIe siècle, Arslan khan (en) envisage une grande réorganisation de la ville : il démonte le palais de la ville qui se trouvait dans la rue Bou-Liaïssa, reconstruit la citadelle, qui était réduite à l'état de ruine et déplace la mosquée de la ville. Une nouvelle mosquée est construite à environ 150 m au sud-est de la citadelle auquel est joint un minaret. Ce minaret était magnifique selon le témoignage de Mohammed Nerchakhy, mais malheureusement fragile : à peine est-il terminé qu'il s'effondre sur la mosquée dont il détruit les deux tiers des murs. En 1121, une nouvelle mosquée est achevée avec, en 1127, son minaret Kalon, qui est toujours en état aujourd'hui.
À la place de la mosquée construite par Arslan khan, au XVe siècle, est construite l'actuelle mosquée Kalon, achevée en 1514, comme l'indiquent les inscriptions sur la façade. L'ensemble prend son aspect actuel en 1536, lorsque Ubaid-Allah Shah fait construire une médersa sur les conseils de son confident Miri Arab Yemenski. Après la mort de ce dernier, on lui érige un tombeau dans la cour de la médersa Mir-i Arab, où repose également la dépouille d'Ubaid-Allah Shah.

## Particularités architecturales

### Plan et disposition des lieux
Le complexe Po i Kalon est situé à côté de la place de Régistan et comprend un minaret, une mosquée et une médersa :

### Minaret Kalon
Le minaret Kalon (ouzbek : Minorai Kalon) ou grand minaret de Boukhara est le plus ancien bâtiment de la ville. Il a été construit en 1127 par Arslan khan et pendant près de 900 ans n'a pas du être réparé. C'est l'un des bâtiments les plus hauts de Boukhara, d'une hauteur de 46,5 m, d'un diamètre à la base de 9,7 m. Il est dominé au sommet par un cône au-dessus d'une lanterne. Le minaret est richement décoré, son corps cylindrique est composé de bandes de maçonnerie, plates et en relief, qui font ressortir la rondeur de sa structure sous toutes les variétés de lumières du jour.

### Mosquée Kalon

cour intérieure du complexe Po i Kalon à Boukhara.

La mosquée Kalon, ou Grande mosquée, ou mosquée du vendredi, ou encore Jama Masjid (ouzbek : Juma masjid), à Boukhara, a été construite à l'emplacement de la mosquée détruite des karakhanides, et terminée en 1514. C'est la deuxième par sa taille parmi les mosquées d'Asie centrale après la mosquée Bibi-Khanym à Samarcande. Elle est réalisée selon les traditions des architectes de l'Empire timouride et décorées de mosaïque.

### Médersa Mir-i Arab

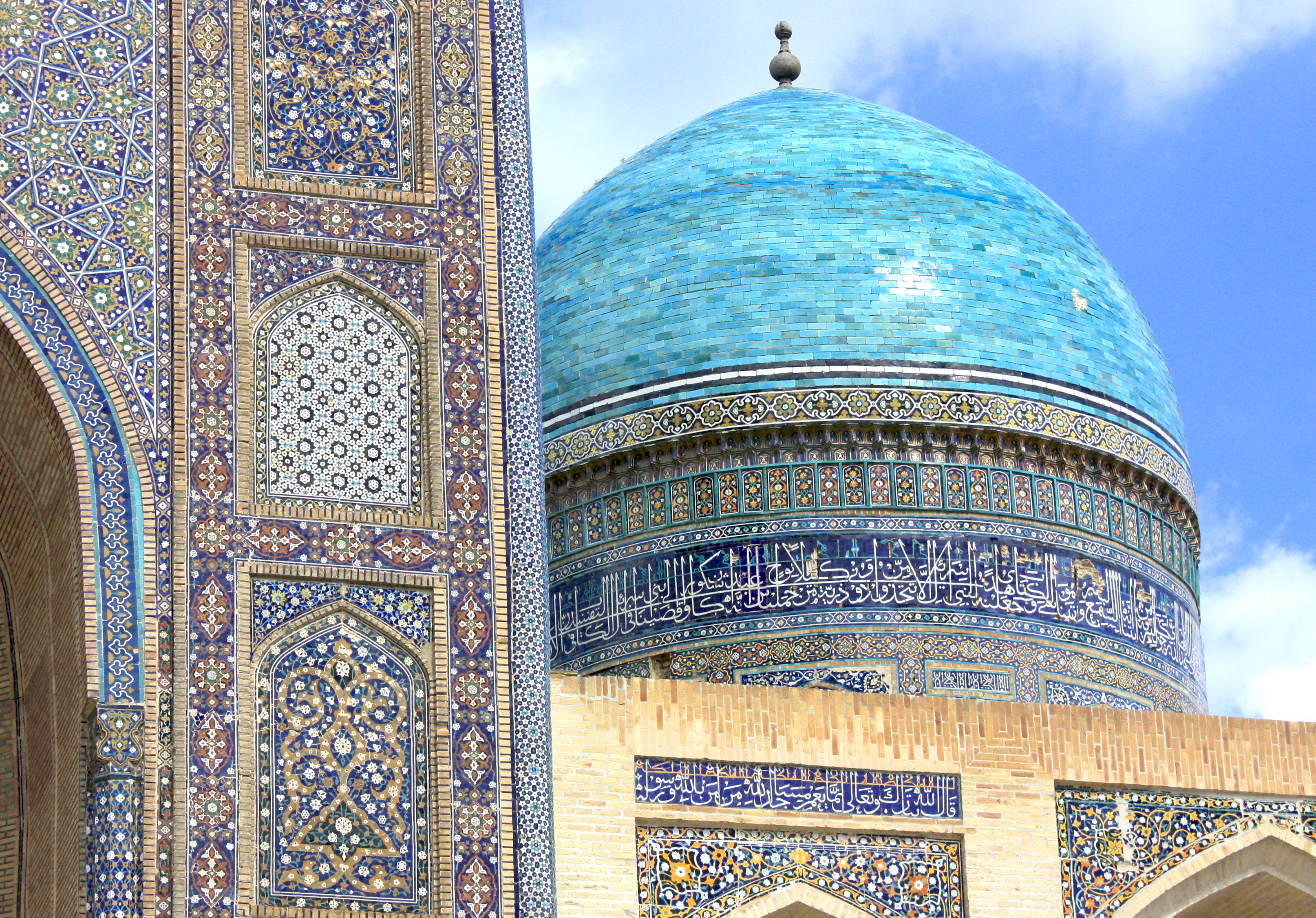
regard sur le carrelage complexe de la médersa Mir-i Arab de Boukhara.

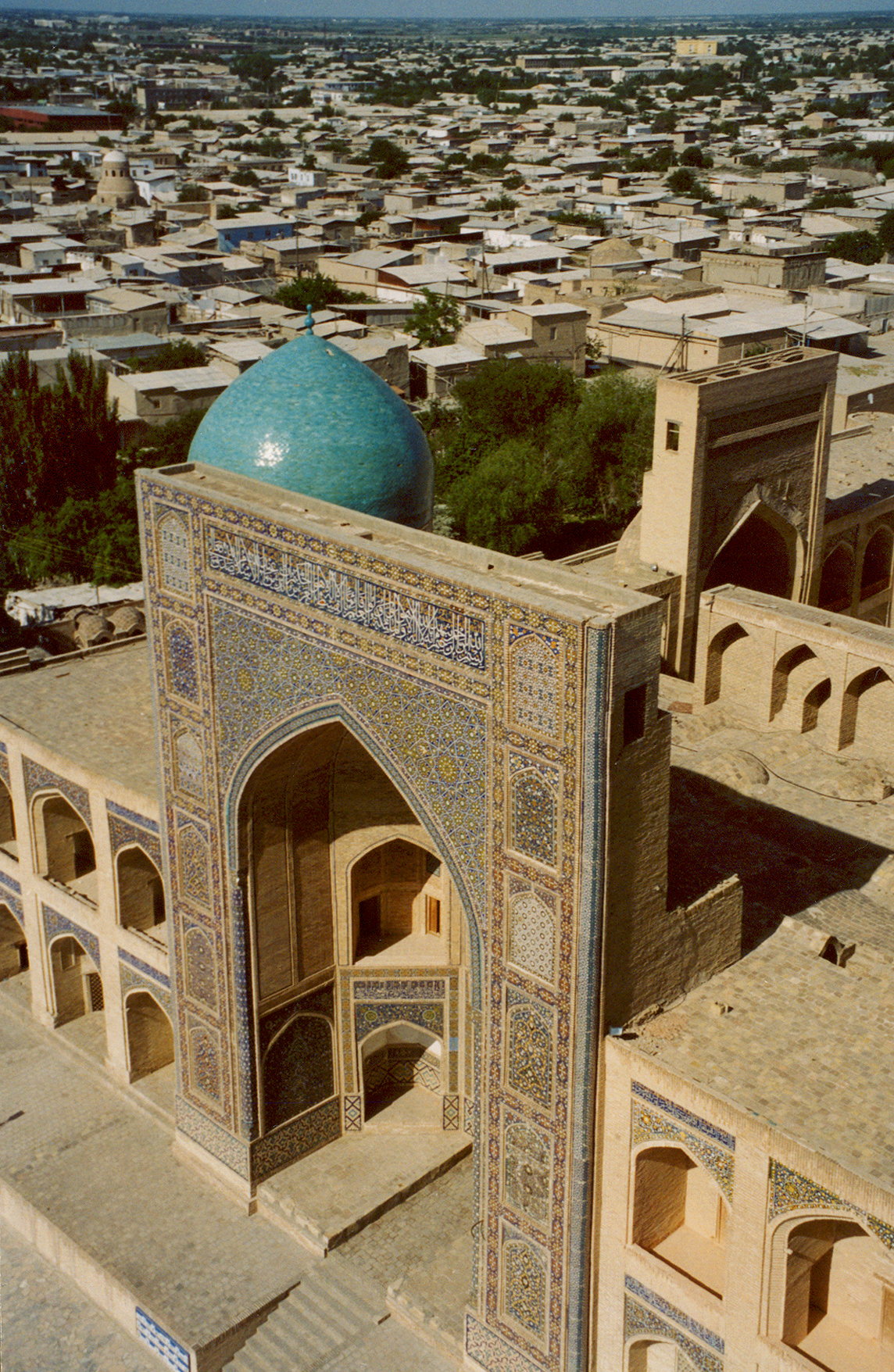
Iwan de la médersa Mir-i Arab.

La médersa Mir-i Arab (ouzbek : Mir Arab madrasasi) a été construite pour Ubaid-Allah Shah par le cheikh Abdoula Yémenski (ou Yamani), en 1535-1536. Le bâtiment est de dimensions importantes : il comprend 111 cellules monastiques (khoujr) et deux salles cruciformes : la première salle a été utilisée comme mosquée et salle de conférence, la seconde est la tombe d'Ubaid-Allah Shah, d'Abdoula Yémenski et d'autres dignitaires.